# Kristijan Bistrović
Kristijan Bistrović (Koprivnica, 9. travnja 1998.), hrvatski je nogometaš. Rodom iz Imbriovca. Igra u veznom redu. Trenutačno igra za CSKA Moskvu.

## Klupska karijera
Kristijan Bistrović igrao je za koprivnički Slaven u čijoj je omladinskoj školi prošao igrački razvoj. Za svoj razvitak u kadetima i juniorima zahvaljuje treneru Ivici Sertiću. Polovicom 2015. godine, poslije jedne kadetske utakmice, trener Sertić i ondašnji športski direktor Josip Omrčen-Čeko došli su po Bistrovića i rekli mu da je od sljedećeg dana u kadru prve momčadi s kojom će putovati na gostovanje u Osijek. Poziv je došao neočekivano, a još manje ulazak u igru u 77. minuti. Trener Željko Kopić ga je uveo u seniorski nogomet i dao mu prigodu igrati u seniorskom nogometu. Nekoliko utakmica u prvoj momčadi Slavena ljeta 2017. godine skrenulo je pozornost na nj inozemnih i hrvatskih klubova. Od tada je bio stalno u prvoj momčadi. Najozbiljnija pristigla ponuda je bila ponuda Moskovljana. Dana 12. siječnja 2018. godine potpisao je ugovor za moskovski CSKA. Neslužbeno, Slaven je za Bistrovića dobio oko 500.000 eura i postotak od eventualnog budućeg transfera. Otkupna klauzula koju je CSKA stavio u ugovor je oko 20 milijuna eura.

## Reprezentativna karijera
Za Hrvatsku je dosad igrao samo za mlade reprezentacije, do 18 godina i do 21 godine. Za reprezentaciju igrača do 18 godina odigrao je jednu prijateljsku utakmicu, 22. rujna 2015., protiv Slovenije.

## Vanjske poveznice
- (njem.) Kristijan Bistrovic, transfermarkt.de